# Bräugasse 20 (Mühldorf am Inn)

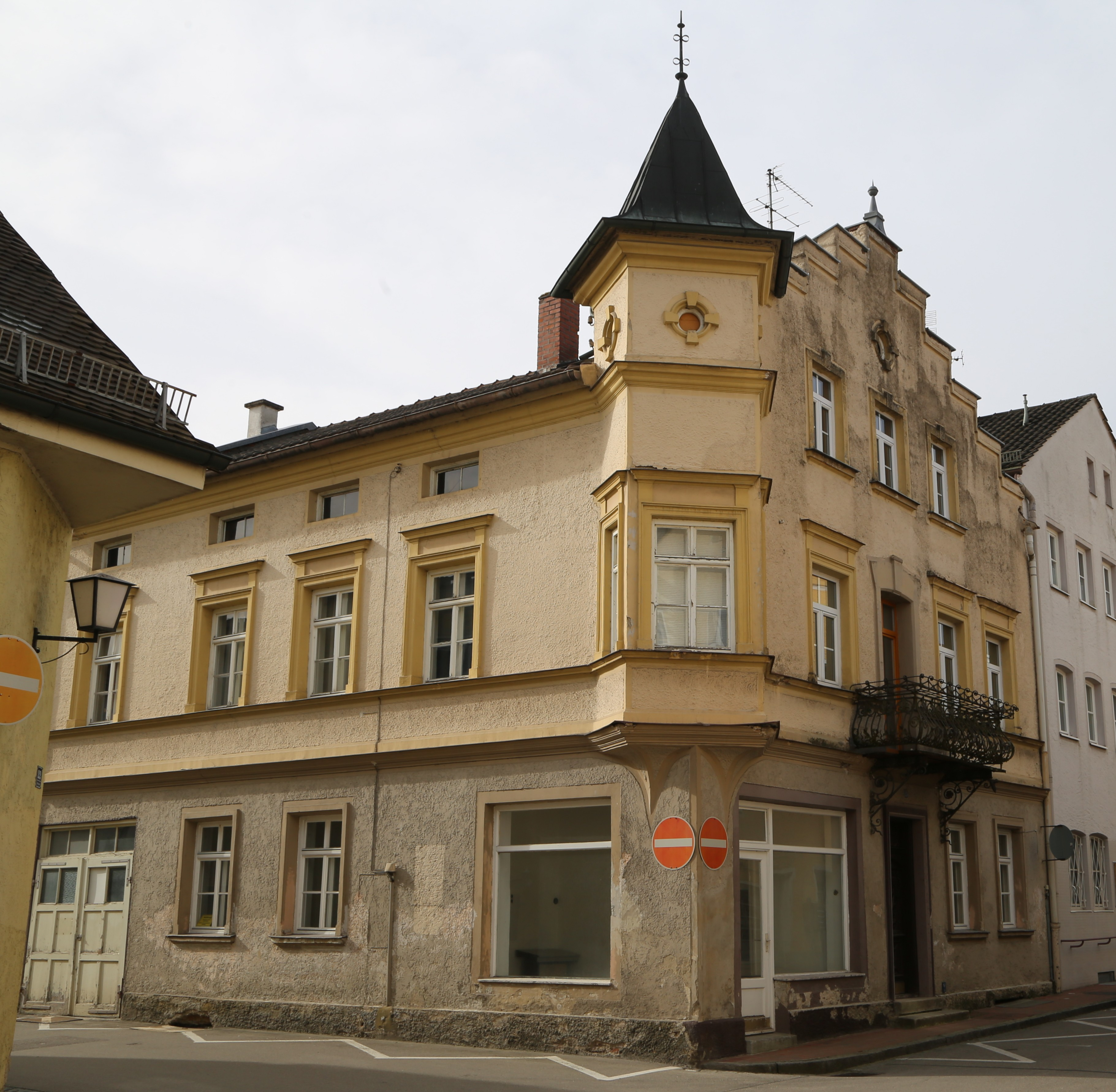
Gebäude Bräugasse 20 in Mühldorf am Inn (2016)

Das Gebäude Bräugasse 20 in Mühldorf am Inn, einer Stadt im oberbayerischen Landkreis Mühldorf am Inn, wurde im 19. Jahrhundert errichtet. Das Wohnhaus an der Ecke zur Nagelschmiedgasse ist ein geschütztes Baudenkmal.
Das dreigeschossige Eckhaus in Neurenaissanceformen mit Treppengiebel hat einen schmiedeeisernen Balkon und ein Eckerkertürmchen mit Zeltdach. Mehrere Gesimse gliedern das Gebäude. Die Fenster sind mit profilierten Steinrahmungen geschmückt.